# 마그논
마그논(Magnon)은 자기 양자(Magnetic quantum)의 줄여진 신조어로 양자화된 스핀 파동을 뜻한다. 마그논은 결정 격자에서 전자의 스핀 구조가 집단적으로 여기되는 준입자이다. 양자역학의 등가파 그림에서 마그논은 양자화된 스핀파로 볼 수 있다. 마그논은 고정된 양의 에너지와 격자 운동량을 갖고 있으며 스핀-1이다. 이는 마그논이 보손 행동을 따른다는 것을 나타낸다.

## 역사
마그논의 개념은 1930년 펠릭스 블로흐에 의해 강자성체의 자발 자화 감소를 설명하기 위해 도입되었다. 절대 영도 온도(0K)에서 하이젠베르크 강자성체는 모든 원자 스핀(따라서 자기 모멘트)이 동일한 방향을 가리키는 가장 낮은 에너지 상태(소위 바닥 상태)에 도달한다. 온도가 증가함에 따라 점점 더 많은 스핀이 정렬에서 무작위로 벗어나 내부 에너지가 증가하고 순 자화가 감소한다. 제로 온도에서 완벽하게 자화된 상태를 강자성체의 진공 상태로 본다면, 약간의 정렬되지 않은 스핀이 있는 저온 상태는 준입자 가스(이 경우 마그논)로 볼 수 있다.